# Bou Ismaïl (distrito)
Bou Ismaïl é um distrito localizado na província de Tipasa, Argélia. Sua capital é a cidade de mesmo nome. A população total do distrito era de 77 145 habitantes, em 2008.

## Comunas
O distrito está dividido em quatro comunas:
- Bou Ismaïl
- Ain Tagourait
- Bouharoun
- Khemisti